# Mondeville, Calvados
Mondeville är en kommun i departementet Calvados i regionen Normandie i norra Frankrike. Kommunen ligger i kantonen Caen 7e Canton som ligger i arrondissementet Caen. År 2022 hade Mondeville 10 286 invånare.

## Befolkningsutveckling
Antalet invånare i kommunen Mondeville
Referens:INSEE